# Segregara paucispinulosa
Espèce
Synonymes
- Acanthodon transvaalensis paucispinulosus Hewitt, 1915
- Segregara transvaalensis paucispinulosus (Hewitt, 1915)

Segregara paucispinulosa est une espèce d'araignées mygalomorphes de la famille des Idiopidae.

## Distribution
Cette espèce est endémique du Limpopo en Afrique du Sud,.

## Publication originale
- Hewitt, 1915 : Descriptions of several new or rare species of Araneae from the Transvaal and neighbourhood. Annals of the Transvaal Museum, vol. 5, no 1, p. 89-100 (texte intégral).